# Tropidodryas striaticeps
Espèce
Synonymes
- Teleolepis striaticeps Cope, 1870
- Philodryas pseudoserra Amaral, 1938
- Tropidodryas pseudoserra (Amaral, 1938)

Tropidodryas striaticeps  est une espèce de serpents de la famille des Dipsadidae.

## Répartition
Cette espèce est endémique du Brésil. Elle se rencontre dans les États de Rio Grande do Sul, de Santa Catarina, de São Paulo, de Minas Gerais, de Bahia et d'Espírito Santo.

## Publication originale
- Cope, 1870 "1869" : Seventh Contribution to the Herpetology of Tropical America. Proceedings of the American Philosophical Society, vol. 11, no 81, p. 147-192 (texte intégral).